# Музей межокеанского канала

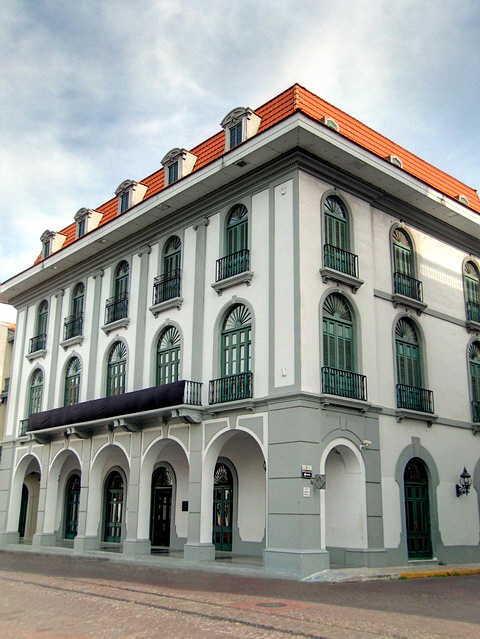
Здание Музея межокеанского канала

Музей межокеанского канала (исп. Museo del Canal Interoceánico de Panamá) — государственный музей, посвящённый истории освоения Панамского перешейка и строительства здесь Панамского канала, а также дальнейшей его эксплуатации. Расположен в старой части столицы Панамы, городе Панама.

## История
Здание нынешнего музея было построено в 1875 году эльзасским предпринимателем Жоржем Лео и первоначально использовалось как дорогой отель (Гранд-отель). В 1881 году его приобретает французская компания La Compagnie Universelle du Canal Interoceanique, занимавшаяся проектированием и строительством канала через панамский перешеек, который должен был соединить Атлантический и Тихий океаны. После передачи прав на владение каналом США в 1904 году зданием также распоряжаются американцы, но уже в 1914 году оно становится собственностью министерства просвещения Панамы, здесь располагается народная школа, затем — центральное почтовое отделение Панамы. Идея создания здесь Музея зародилась ещё в 1980-е годы, и после проведения подготовительных работ, 9 сентября 1997 года был открыт Музей межокеанского канала, обычно называемый Музей Канала (Museo del Canal).

## Собрание
В трёхэтажном здании расположены 10 секций, посвящённых различным аспектам истории не только строительства и развития Панамского канала, но и предшествующей истории освоения территории Панамы, в том числе в её колониальный, а также и доиспанский, индейский периоды. Имеется также коллекция, посвящённая богатой тропической природе, флоре и фауне страны. В «исторический» период представлены экспонаты, отражающие быт как испанских конкистадоров, так и более поздних переселенцев из Европы, в том числе рабочих, строивших Канал.
В залах музея также периодически проводится различные тематические выставки. Музей является членом Международного конгресса музеев (ICOM) и Американской ассоциации музеев (ААМ). Поддерживает постоянные научные партнёрские отношения со Смитсоновским институтом (Smithsonian).

## Дополнения
- MuseoDelCanal.com